# Дюлево (Бургаська область)
Дю́лево (болг. Дюлево) — село в Бургаській області Болгарії. Входить до складу общини Средець.

## Населення
За даними перепису населення 2011 року у селі проживали 437 осіб.
Національний склад населення села:
| Національність   | Кількість осіб | Відсоток |
| ---------------- | -------------- | -------- |
| болгари          | 390            | 96,8%    |
| турки            | 8              | 2,0%     |
| цигани           | 0              | 0%       |
| інша             | 5              | 1,2%     |
| не визначились   | 0              | 0%       |
| Всього відповіли | 403            |          |

Розподіл населення за віком у 2011 році:
Динаміка населення: